# Bufonia anatolica
Bufonia anatolica är en nejlikväxtart. Bufonia anatolica ingår i släktet Bufonia och familjen nejlikväxter.

## Underarter
Arten delas in i följande underarter:
- B. a. anatolica
- B. a. elatior